# Camaleones (canción)
«Camaleones» es el tercer sencillo del álbum debut de estudio Yo soy, del cantante Pee Wee.

## Video musical
El video musical fue filmado en Los Ángeles.